# Aulonocara gertrudae
Aulonocara gertrudae е вид бодлоперка от семейство Цихлиди (Cichlidae). Видът не е застрашен от изчезване.

## Разпространение и местообитание
Разпространен е в Малави, Мозамбик и Танзания.
Среща се на дълбочина от 3 до 30 m.

## Описание
На дължина достигат до 11 cm.